# Le Trésor de Hanna

Le Trésor de Hanna (Hanna's Gold) est un téléfilm américain réalisé par Joel Souza, diffusé en 2010.

## Synopsis
Hanna et Jasmine, deux sœurs habitant les beaux quartiers de Beverly Hills, rêvent de passer des vacances oisives, entourées de leurs amis. Quelle n'est pas leur déception lorsqu'elles apprennent qu'elles doivent passer l'été dans le ranch de leur père, auquel elles ne parlent plus depuis longtemps. Sur place, la découverte d'une vieille carte, situant l'emplacement d'un trésor légendaire dans les montagnes environnantes, pique la curiosité des deux adolescentes. Elles découvrent bientôt que deux malfrats cherchent également à mettre la main sur l'or. Malgré les avertissements de leur père, Hanna et Jasmine se lancent dans une chasse au trésor pleine de dangers...

## Fiche technique
- Titre original : Hanna's Gold'
- Réalisation : Joel Souza
- Scénario : Jim Valdez et Joel Souza
- Photographie : Eric Zimmerman
- Musique : Nathan Lanier
- Pays : États-Unis
- Durée : 85 min

## Distribution
- Morissa O'Mara : Hanna
- Alana O'Mara : Jasmine
- Dan Benson : Luke
- Luke Perry : Cole
- Kevin M. Horton : Charlie
- Sarah Agor : Kelly
- Moira Squier : Livia
- Steve Mokate : James
- Brett Howell : Cody
- Boyd Kestner (en) : Frank